# مهندسی، تدارکات و ساخت
پروژه مهندسی، تدارکات و ساخت (به انگلیسی: Engineering, procurement and construction) قرارداد EPC (مهندسی، تامین تجهیزات، اجرا) یکی از قراردادهای مهم و پیچیده‌ای است که امروزه با رشد صنعت، مورد اقبال قرار گرفته است. تا مدت‌های مدید در طرح‌های بزرگ عمرانی و صنعتی از قراردادهایی استفاده می‌شد که در آن کارفرما و پیمانکار به وسیله عاملی به نام مشاور، اجرای پروژه را برعهده می‌گرفتند. در این حالت توالی فرآیندها به دلیل عدم همپوشانی طراحی و ساخت باعث طولانی شدن زمان کلی پروژه می‌شد. به‌علاوه اصلاح و بازنگری طراحی در حین اجرا بسیار زمان بَر بود، به همین دلیل کم‌کم این نتیجه حاصل شد که از تخصص شرکت‌های پیمانکاری استفاده شود و کارفرما نقش داشته باشد و تمامی مراحل طراحی، ساخت و اجرا برعهده پیمانکار گذاشته شود.

## قرارداد EPC
معمولا صاحبان کار یا کارفرمایان جز اجرای پروژه‌ها، درگیری‌های فراوان دیگر نیز دارند و در واقع محور اصلی فعالیت آنها، اجرای پروژه نیست. یکی از ویژگی‌های جدید دانش مدیریت، شناسائی و هدایت سازمان‌ها به طرف فعالیت محوری آنها است. در عرصه‌های گوناگون صنعت محور اصلی تفکر کارفرما چگونگی فتح بازارهای جهانی و نگهداشت بازارهای کنونی است، به همین خاطر مدیریت چنین واحدی می‌تواند با انعقاد قراردادهای EPC ، اجرا و مدیریت پروژه در زمینه اجرا و راه‌اندازی واحد را به پیمانکار سپرده و خود به سیاست‌های کلان گسترش فعالیت‌های واحد بیندیشد.
قرارداد epc مخفف کلمه Engineering Procurement Construction می‌باشد که منظور از آن این است که کار طراحی و تامین تجهیزات و اجراء پروژه را به پیمانکار سپرده و کل مسئولیت‌های مدیریت اجراء و کنترل کیفی پروژه به عهده پیمانکار است.

## جایگاه قرارداد EPC در قوانین ایران
امروزه با تاکید برنامه‌های سوم، چهارم و پنجم توسعه، استفاده از این قراردادها در صنایع بزرگ فولادی، نفتی، ‌‌‌پتروشیمی، برق و مخابرات، مسکن و مستغلات ایران رو به افزایش است.
در ایران از قانون چهارم برنامه توسعه به بعد به قراردادهای EPC اشاره شده‌است. در ماده ۳۱ قانون برنامه چهارم توسعه، دولت موظف گردیده‌‌‌‌‌‌‌ است به منظور افزایش کارآمدی و اثربخشی طرح‌ها و پروژه‌های سرمایه‌گذاری که نتیجه‌بخش باشد، حداقل در ۴۰ درصد قراردادهای مهندسی، تامین تجهیزات، اجرا به جای سایر قراردادهای پیمانکاری سنتی استفاده کند. همچنین در قانون پنجم برنامه توسعه که از سال ۱۳۹۰ مورد لحاظ قرار گرفته است نیز به اجرای پروژه‌ها براساس این قرارداد اشاره شده است.

## پیش‌نیازهای  قراردادهای EPC
پیش‌نیازهای لازم برای اجراء پروژه به روش EPC عبارتند از:
1. توانایی دستگاه اجرایی در تعریف دقیق و کامل پروژه و تفاهم دوجانبه مابین دستگاه اجرایی و پیمانکار در خصوص محدوده و هدف پروژه
2. توانمندی دستگاه اجرایی از حیث مدیریت پروژه
3. تأمین اعتبار موردنیاز و دسترسی به آن در موعدهای از قبل تعیین شده
4. وجود پیمانکار توانمند که دارای ویژگی‌های یک پیمانکار عمومی و یک مشاور (طراح) به صورت توأم باشد.
5. وجود مشخصات و الزامات فنی استاندارد و تثبیت آن در ابتدای کار.

## ویژگی‌های قراردادهای EPC
امروزه پروژه‌های EPC در داخل کشور رشد فزاینده‌ای داشته و به‌علت مزایای اصلی آن یعنی اطمینان از قیمت نهایی و تاریخ قطعی اتمام طرح با استقبال بیشتری مواجه می‌گردند. از جمله ویژگی‌های قراردادهای EPC عبارتند از:
• سرعت در این پروژه‌ها بیشتر بوده و با انجام سریع کار، پرداخت‌های مورد انتظار نیز به موقع می‌بایست انجام گردد.
• کارفرما و مشاورین باید به مهارت و تجارب پیمانکار اعتماد داشته باشند و در نتیجه به غیر از مواردی که پیمانکار از وظایف خود به صورت اساسی و کلی عدول می‌کند، لازم نیست در کار پیمانکار دخالت نموده و یا پیشنهادات را با تأخیر طولانی مورد بررسی قرار دهند.
• فعالیت کارفرما و مشاورین وی بیشتر در فرآیند مناقصه و نظارت عالیه در طول طرح خواهد بود. بعنوان یک قانون کلی هر عیب و نقصی که در محدوده تعریف شده کار حادث شود مسئولیت پیمانکار خواهد بود و ریسک و مسئولیت اجرایی از کارفرما به پیمانکار منتقل می‌شود.
• یکپارچگی در خرید تجهیزات و کالا خصوصا خریدهای خارجی، مدیریت آن‌ را بسیار آسان‌تر کرده و به صرفه تر نیز صورت خواهد پذیرفت.
• پیمانکار EPC شرکتی است که در عین برخورداری از توان مالی مناسب در سه زمینه متفاوت مهندسی، تدارکات و اجراء دارای تجربه و توانمندی کافی باشد.

## مزایا و معایب قرارداد EPC
عمده‌ترین مزایای روش قرارداد EPC که باعث جذب کارفرمایان و پیمانکاران به این دسته از قراردادهای پیمانکاری شده است عبارتند از:
- معمولاً سریع‌ترین روش اجرای پروژه می‌باشد.
- صرفه جویی در هزینه و زمان
- داشتن قیمت اولیه قطعی، هزینه انجام پروژه و جدول زمان بندی اولیه
- اطمینان کارفرما از مبلغ نهایی و زمان قطعی پایان کار
- یک مجموعه مسئول طراحی و ساخت است و کارفرما تنها با یک واحد مسئول(پیمانکار) سرو کار دارد.
- بهبود مدیریت ریسک برای کارفرما
- ارتقای قابلیت ساخت داخل کشور و نوآوری
- استفاده از تأمین مالی به صورت فاینانس در این روش با سهولت بیشتری صورت می‌گیرد.
- پیمانکار دارای آزادی عمل بیشتری در زمینه انتخاب تجهیزات و تکنیک های اجرایی بوده و همچنین وابستگی خاصی به فعالیت های دیگران و پیروی از برنامه زمانبندی آنها ندارد.
- مالک در مقابل تغییر قیمت مواد و مصالح، نیروی انسانی و امثال آن محافظت می شود.
- درگیر‌شدن پیمانکار در امر طراحی

معایب این قرارداد به شرح زیر است:
- اختیارات و کنترل کارفرما در این سیستم بسیار محدود است.
- کاهش ریسک‌های پروژه در این سیستم به پیمانکار توانمند تری نیاز دارد.
- با توجه به هدف‌گذاری زمان کمتر در این ساختار، تامین مالی از اهمیت بالایی برخوردار است.
- پیمانکار تمایل به استفاده از تجهیزات و شیوه ها و نیروهای با هزینه کمتر دارد که ممکن است باعث افت کیفی پروژه شود.
- تهیه نقشه‌های اجرایی زیر پوشش مجری و تحت تاثیر وی می‌باشد.

## فازهای یک پروژه با قرارداد EPC
۱. فاز مهندسی یا طراحی (Engineering): در این مرحله از پروژه مدارک، اسناد و نقشه‌های مورد نیاز جهت طراحی‌های آتی، خرید تجهیزات و مواد و نصب و اجرای مواد و تجهیزات انجام می‌گیرد. در این مرحله معمولا پیشرفت پروژه بر اساس مراحل طراحی و میزان نفر ساعت لازم جهت تکمیل طراحی برنامه ریزی و کنترل می‌شود.
۲.فاز خرید یا تدارکات (Procurement): در این مرحله اقلام ، تجهیزات و مواد مورد نیاز جهت اجرای پروژه تهیه می‌گردد. در این مرحله معمولا پیشرفت پروژه بر اساس مراحل خرید و هزینه (در برخی موارد زمان یا ترکیبی از هزینه و زمان) لازم جهت تکمیل خرید برنامه ریزی و کنترل می‌شود.
۳.فاز نصب یا اجرا (Construction): در این مرحله تجهیزات و مواد پروژه نصب یا اجرا می‌گردند. در این مرحله معمولا پیشرفت پروژه بر اساس احجام و مقادیر کاری لازم جهت تکمیل خرید تجهیزات صورت می‌گیرد.

## یک نکته مهم درمورد قرارداد EPC
در قراردادهای معمول EPC اصولا تامین سرمایه جهت انجام قرارداد بر عهده کارفرما یا کشور میزبان می‌باشد. اما گاهی این امر بنابر دلایلی از جمله نبود سرمایه کافی نزد کشور میزبان به پیمانکار واگذار می‌گردد. به همین دلیل گاهی در کنار EPC عبارت F یا F+ را نیز می‌بینیم که بکار می‌رود. در این صورت دو حالت بروز می‌نماید:
۱-تامین مالی و سرمایه انجام قرارداد بر عهده پیمانکار قرار می‌گیرد.
۲-معرفی سرمایه‌گذار بر عهده پیمانکار است.

در صورت اول پیمانکار خود تقبل هزینه‌ها را بر عهده می‌گیرد و پس از انجام عمل مورد قرارداد هزینه‌های خود را همراه با نرخ ناشی از سرمایه‌گذاری خود دریافت می‌دارد که به این مدل قراردادی EPCF گفته می‌شود. یعنی پیمانکار هم کارمزد انجام قرارداد را دریافت می‌دارد و هم سود مربوط به تامین سرمایه انجام قرارداد.
در تمامی این اصطلاحات F مخفف عبارت FINANCE می‌باشد.
در صورت دوم یعنی معرفی سرمایه گذار توسط پیمانکار، در اصل دو قرارداد منعقد می‌گردد. یک قرارداد بین سرمایه‌گذار و کشور میزبان و یک قرارداد بین پیمانکارِ EPC و کشور میزبان که به این نوع قراردادها EPC+F گفته می‌شود.
در اصطلاح EPCF تامین مالی بر عهده پیمانکار ولی در اصطلاح EPC+F معرفی سرمایه‌گذار با پیمانکار است و خود پیمانکار سرمایه‌گذار نیست.

## نتیجه گیری
شیوه‌های مختلف قراردادهای ساخت، مزایا و معایبی دارد که در ابتدای امر باید مورد توجه و مطالعه قرار گیرد. شیوه طرح و ساخت EPC برای پروژه‌هایی مانند پتروشیمی‌ها، پالایشگاه‌ها، کارخانه‌ها، سدها و مانند آن به کار گرفته می‌شود. از این رو تنظیم این‌گونه از قراردادها نیازمند دانش و آگاهی کافی در این زمینه است.